# Plukenetia stipellata
Plukenetia stipellata är en törelväxtart som beskrevs av L.J.Gillespie. Plukenetia stipellata ingår i släktet Plukenetia och familjen törelväxter. Inga underarter finns listade i Catalogue of Life.